# Louis Énault
Louis Énault (Isigny-sur-Mer, 1824 – Parigi, 28 marzo 1900) è stato uno scrittore e giornalista francese.

## Biografia
Originario della Normandia, alternò la sua attività di autore e traduttore di saggi e romanzi - Le chien du capitaine, La Mediterranée, ses îles et ses bords - e di giornalista a quella di viaggiatori in molti paesi del nord Europa e dell'area del Mediterraneo.

In data antecedente al 1850 visitò la Liguria ed in particolare Genova, città del cui centro storico dette un'ampia e lucida descrizione nel suo diario di viaggio Breve vision hivernale d'un voyageur normand.
Tra le sue principali traduzioni figura La case de l'oncle Tom, versione in lingua francese del romanzo di Harriet Beecher Stowe La capanna dello zio Tom.
Laureato in Diritto e Lettere (discusse la sua tesi di laurea sul drammaturgo Eschilo a Caen nel 1851), si affermò soprattutto come acuto come editorialista collaborando a diverse testate fra cui la rivista illustrata La Vie à la campagne e i giornali e periodici Le Nord (pubblicato in Belgio), Constitutionnel, La Gazette de France, Le Figaro, L'Illustration.
Intensa e assai fruttuosa fu la sua collaborazione con il pittore Gustave Doré con il quale pubblicò presso Hachette & Cie., nel 1876, un libro illustrato sulla Londra in piena rivoluzione industriale, volume che comprendeva oltre centosettanta xilografie e che fu apprezzato per il sorprendente realismo che rifletteva tanto sul piano testuale quanto su quello grafico. 

Énault poté confrontare in tale circostanza le analogie architettoniche tra la Londra neoclassica e i monumenti ammirati alla Valletta (Malta) nel corso di precedenti viaggi sulle orme dei crociati di Francia.

## Opere principali
- Breve vision hivernale d'un voyageur normand, 1850
- La terre sainte. Voyage des quarante pèlerins, 1853
- La Norwege, 1857
- Olga, 1864
- Irene: un mariage impromptu: deux villes mortes, 1865
- Après la mort. L'Enfer, 1888
- Les Diamants de la Couronne, 1878, libro per la mostra sui gioielli della Corona all'Esposizione Universale di Parigi